# نوکیا ۷۲۱۰
نوکیا ۷۲۱۰ (انگلیسی: Nokia 7210) یک مدل گوشی تلفن ساخته شده توسط شرکت نوکیا بود.